# Miss Universo España 2016
Miss Universo España 2016 (en inglés y oficialmente Miss Universe Spain 2016) fue la 4.ª edición del certamen Miss Universo España. Se llevó a cabo el 5 de diciembre de 2016 en el Teatro Barceló de la ciudad de Madrid. Sofía del Prado, segunda finalista de Miss Universo España 2015 y ganadora de Reina Hispanoamericana 2015, coronó a Noelia Freire Benito como Miss Universo España 2016, la cual representó a España en el certamen Miss Universo 2016.

## Resultados
| Resultado                 | Candidata                                                         |
| ------------------------- | ----------------------------------------------------------------- |
| Miss Universo España 2016 | - Noelia Freire Benito                                            |
| Primera finalista         | - Ainara Cardaño Cadavieco                                        |
| Segunda finalista         | - Alba Fernández García                                           |
| Top 6                     | - María José Mínguez Pérez - Neus Mira Jovells - Patricia de Dios |

### Premios especiales
| Premio        | Candidata          |
| ------------- | ------------------ |
| Miss Simpatía | - Celina Domínguez |

## Candidatas
17 candidatas concursaron en el certamen:
| Candidata                        | Residencia    |
| -------------------------------- | ------------- |
| Ainara MireiaCardaño Cadavieco   | Bilbao        |
| Alba Fernández García            | Valladolid    |
| Alba Victoria González Velázquez | Málaga        |
| Anabel Cristina Martínez Banegas | Madrid        |
| Amèrica Yomaira De Luna Pichardo | Madrid        |
| Carolina Tatiana Barroso Pérez   | Tenerife      |
| Celina Domínguez Sánchez         | Canarias      |
| Conchi Santiago Durán            | Málaga        |
| Eidera Sandra Zumeta García      | San Sebastián |
| Laura Silgo Carrasco             | Guadalajara   |
| Neus Nuria Mira Jovells          | Valencia      |
| Noelia Freire Benito             | Ciudad Real   |
| Patricia de Dios Rodríguez       | Córdoba       |
| María Isabel Martín Fuster       | Málaga        |
| María José Mínguez Pérez         | Orihuela      |
| Mónica Aguado Myers              | Oviedo        |
| Sara Hernández Sutglar           | Las Palmas    |

### Retiros
- Dolores María Ortega Martínez: se retiró por decisión propia.[4]
- Anais Vidal Ducelini y Sheila Romero Hermida: se retiraron por razones desconocidas.

## Desarrollo del evento
Se iba a llevar a cabo el 19 de noviembre de 2016 en Sala LAB, Madrid Exposiciones y Eventos Urbanos, Madrid, España pero fue cancelada a pocos días antes de celebrarse por motivos organizativos.